# Земля и страсть
«Земля и страсть» (порт.-браз. Terra e Paixão) — бразильская теленовелла производства телеканала TV Globo, стартовавшая 8 мая 2023 года по 19 января 2024 года, состоит из 221 серий.
Сценарий написал Валсир Карраско в соавторстве с Тельмой Гедес и в сотрудничестве с Винисиусом Вианной, Нельсоном Надотти, Марсиу Хайдуком, Дорой Кастеллар и Клейсой Региной Мартинс. Режиссёрами выступили Танде Брессане, Джоана Кларк, Жеферсон Ди, Фелипе Эрцог, Жулиана Висент и Эмер Лавинни. Генеральный режиссёр — Жуан Паулу Жабур, а художественный — Луис Энрике Риос.

## В ролях
| Актёр           | Персонаж                               |
| --------------- | -------------------------------------- |
| Кауа Реймонд    | Кайо Моура Ла Селва                    |
| Барбара Рейс    | Алине Баррозу Машаду                   |
| Тони Рамос      | Антонио Ла Селва                       |
| Глория Пирес    | Ирине Алдрава Ла Селва                 |
| Элиане Джардини | Агата Моура Ла Селва / Ана Мария Моура |
| Дебора Озорио   | Петра Алдрава Ла Селва                 |